# 스타드 모리스 뒤프란
스타드 모리스 뒤프란(프랑스어: Stade Maurice Dufrasne)은 벨기에 리에주에 위치한 경기장으로, 스탕다르 리에주의 홈 구장으로 사용되고 있다. 1909년 개장했으며 30,023명을 수용할 수 있다.